# Duffrébo
Duffrébo è una città e sottoprefettura della Costa d'Avorio appartenente al  dipartimento di Agnibilékrou. Conta una popolazione di 42 426 abitanti (censimento 2014).